# Цагерская и Лентехская епархия
Цаге́рская и Ленте́хская епа́рхия (груз. ცაგერისა და ლენტეხის ეპარქია) — епархия Грузинской православной церкви в Западной Грузии на территории Лентехского и Цагерского муниципалитетов. Включают в себя исторические регионы Западной Грузии — Лечхуми и Нижняя Сванетия.

## История
Цагерский архиерей впервые упоминается в грузинских источниках в начале XI века. Учреждение епархии в этой области предназначалось для укрепления веры. Примечательно, что большинство старых церквей в Сванетии были построены в это время. Отсутствие древних церквей в районе Лечхуми и устроение сохранившихся храмах внутри фортификационных укреплений является свидетельством тяжёлого исторического прошлого этих мест. Одно время Цагерская епархия входила в состав Абхазского католикосата. Цагерские епископы активно участвовали в его Церковных соборах.
Епархия была вновь учреждена после восстановления автокефалии Грузинской православной церкви. Епархия Цагерская и Лечхум-Сванетская упоминается среди 13 епархий, возобновлённых на Церковном соборе в сентябре 1917 года. Юрисдикция епархии распространялась на Верхнюю и Нижнюю Сванетию.
Из-за репрессий в XX веке, несмотря на восстановление епархии, в Цагерской и Сванетской епархии не было ни одного епископа в течение 70 лет. 14 декабря 1978 года Цагерская епархия епархия была переименована в «Цагерскую и Лечхумскую».
17 октября 2002 года Священный синод Грузинской православной церкви разделил Цагерская и Сванетскую епархию на две: Цагерскую и Нижне-Сванетскую и Местийскую и Верхне-Сванетскую. По словам митрополита Стефана (Калаиджишвили), назначенного на Цагерскую и Нижне-Сванетскую кафедру тем же решением, «необходимость разделения была вызвана трудностями передвижения. Чтобы из Цагери доехать до верхней части Сванети, требуется примерно столько же времени, сколько нужно для того, чтобы из Цагери доехать до Тбилиси. Ко времени моего назначения на служение в этой епархии там был всего один священник и два-три действующих храма».
В 2010 году в епархии было девять священнослужителей. По словам митрополита Стефана (Калаиджишвили), «там, конечно, сложные условия, поэтому желающих служить в этих условиях не очень много. Для подготовки собственных кадров пришлось организовать маленькую семинарию. Пока существует только 1-й курс, на курсе десять человек, всего будет четыре курса. Параллельно с семинарией, которая функционирует в Ласуриашском мужском монастыре Рождества Пресвятой Богородицы, мы основали такой же небольшой Богословский институт для девушек в Цагерском женском монастыре святой Нино. В Цагери с 2003 года работает православная гимназия».

## Епископы
- 24 марта 1928 — 19 ноября 1929 — Нестор (Кубанеишвили)
- 1979—1983 — Иоанн (Ананиашвили) в/у, архиеп. Чкондидский
- 25 декабря 1992 — 4 апреля 1995 — Фаддей (Иорамашвили)
- 29 марта 1996 — октябрь 1997 — Николай (Пачуашвили)
- 14 октября 1998 — 12 октября 2001 — Давид (Тикарадзе)
- 12 октября 2001 — 17 октября 2002 — Николай (Пачуашвили)
- с 27 октября 2002 — Стефан (Калаиджишвили)